# Scaphyglottis gentryi
Scaphyglottis gentryi är en orkidéart som beskrevs av Dodson och Monsalve. Scaphyglottis gentryi ingår i släktet Scaphyglottis och familjen orkidéer. Inga underarter finns listade i Catalogue of Life.